# Dynasty Warriors
Dynasty Warriors, in Giappone Sangoku musō (三國無双?), è il primo videogioco di una serie di picchiaduro della Koei, ambientati nella Cina medioevale, dove tre grandi famiglie si combattono per il dominio totale della Cina. Uscì nel 1997 per PlayStation. Il videogioco ha dato origine alla serie spin-off Dynasty Warriors.

## Trama
La storia ha inizio intorno all'anno 200 in una Cina feudale dove possenti signori della guerra per merito di valenti generali si danno battaglia senza tregua per il possesso del territorio. Tre regni, lo Wu, lo Wei e lo Shu, si contendono la Cina. Lo Wu è come una grande famiglia, capitaneggiata da Sun Jian, coi suoi due figli, Sun Ce e Sun Quan. Accanto a loro si schierano una serie di amici, mogli e cugini. Lo Wei è controllato da Cao Cao, signore della crudeltà, che ha intenzione di conquistare non solo la Cina, ma anche l'intera Asia.
Lo Shu guidato dal benevolo Liu Bei seguito dai suoi due "fratelli" giurati Zhang Fei e Guan Yun intenzionato a riportare la pace, l'ordine e la giustizia.

## Modalità di gioco
Il videogioco è un picchiaduro con armi, simile a Soulcalibur, ambientato nel periodo dei Tre Regni della storia cinese. Ogni personaggio, solitamente un generale di uno dei tre regni, possiede un'arma esclusiva storicamente accurata: Zhao Yun per esempio possiede una qiang, mentre Guan Yu un guan dao. Il combattimento è molto semplice e realistico, in cui il giocatore può solamente spostarsi, fare brevi salti e combattere; non può, per esempio, compiere combo complicate. Il sistema di difesa al contrario è più complesso, e permette di parare gli attacchi ricevuti, di bloccarli o di deviarli lasciando portando l'avversario a dare le spalle al giocatore.

## Personaggi giocabili

### Personaggi iniziali
- Zhao Yun
- Guan Yu
- Zhang Fei
- Xiahou Dun
- Dian Wei
- Xu Zhu
- Zhou Yu
- Lu Xun
- Taishi Ci
- Diao Chan

### Personaggi segreti
I personaggi segreti vengono sbloccati una volta completato il gioco con determinati personaggi.
- Cáo Cāo
- Zhuge Liang
- Lü Bu

### Personaggi bonus
I personaggi bonus vengono sbloccati premendo una sequenza di tasti nel menù principale. Non possiedono i filmati finali.
- Sun Shang Xiang
- Nobunaga Oda
- Toukichi

## Accoglienza
Il gioco è stato ben accolto dalla critica. IGN gli ha dato un punteggio di 7.8/10, lodando in particolare l'ambientazione storicamente accurata e il sistema difensivo.